# Kostel svatého Jana Křtitele (Lipník)
Kostel svatého Jana Křtitele je farní kostel římskokatolické farnosti Lipník u Hrotovic. Kostel se nachází v Lipníku v centru obce na východním okraji návsi. Na místě původního kostela stávala ještě před založením obce dřevěná kaple, ta v roce 1150 vyhořela a po tomto roce začal být stavěn kostel, byl postaven před rokem 1238. Kostel je jednolodní stavbou s románským jádrem z roku 1446 a gotickými prvky, součástí kostela je presbytář, sakristie, hlavní oltář a věž s barokními prvky. Kostel je chráněn jako kulturní památka České republiky.

## Historie
Na místě kostela od 10. století stávala dřevěná kaple obklopená dle pověstí lipami, v kapli se scházeli lidé z blízkých tvrzí. Lípy později byly vykáceny a na uvolněném prostoru si lidé měli začít stavět první obydlí. Kaple v roce 1150 vyhořela a začala postupná stavba kostela, ten byl v románské podobě s jednou lodí a kamennou věží dokončen někdy před rokem 1238. První přestavby a stavební úpravy kostela nastaly kolem roku 1350, kdy byl kostel rozšířen o presbytář se sakristii. Mezi lety 1740–1780 byl pořízen první zvon, druhý zvon pocházel z roku 1677. Za hlavním oltářem byla gotická okna, ta byla však při úpravách v roce 1882 zazděna a při další rekonstrukci v roce 1835 opět odkryta, nicméně ne všechna, obnovena byla pouze dvě z pěti oken. Stejně tak byla při těchto úpravách v kostelní zdi probourána okna nová. Někdy v barokní době byla navýšena věž a také přestavěna do barokní podoby, v druhé polovině sedmnáctého století byl do budovy probourán nový vchod právě přes stojící věž.
V roce 1804 se v blízkosti kostela nacházel hřbitov, ten byl někdy po tomto roce zrušen, protože z kapacitních důvodů nedostačoval a byl tak přesunut k polní cestě do Ostašova a Ratibořic. V roce 1853 došlo k výrazné přestavbě a rekonstrukci kostela a v roce 1877 byl v kostele představen nový gotický hlavní oltář se třemi sochami (sv. Jan Křtitel, sv. Cyril a sv. Metoděj), kostel byl také při těchto změnách rozšířen o boční oltář Panny Marie, křtitelnici a kazatelnu.
V roce 1894 se v kostelní kronice poprvé zmiňují varhany, je však pravděpodobné, že varhany byly součástí kostela již dříve (pravděpodobně byly vyrobeny v roce 1863), později byly v roce 1954 upraveny a v roce 1976 byly komplexně rekonstruovány, stejně tak byly rekonstruovány v roce 1998.
V roce 1901 byly pořízeny sochy, které byly umístěny vedle hlavního oltáře a z důvodu puknutí zvonu v roce 1910 byl pak v březnu 1913 pořízen zvon svěcený sv. Janu Křtiteli. Jak nový zvon, tak i zbylý původní zvon však byl v době první světové války rekvírován k válečným účelům. Součástí majetku kostela byl i tzv. umíráček, který byl později než první dva zvony také rekvírován. Zvony byly po válce pořízeny v roce 1924, byly pořízeny dva hlavní zvony a tzv. umíráček, první zvon byl svěcen Nejsvětější Panně Marii a druhý byl svěcen Cyrilu a Metoději. V roce 1931 pak byla zakoupena nová křížová cesta. Během druhé světové války v dubnu 1942 byly opět zvony zrekvírovány, nové zvony pak byly zakoupeny až v červenci 1975, v roce 1981 byl instalován elektrický pohon zvonu.
Při dalších opravách kostela v roce 1950 byly proražena dvě nová okna v presbytáři, v roce 1957 byla proražena další čtyři okna. V roce 1973 byly rekonstruovány kostelní sluneční hodiny. V tomtéž roce došlo k rekonstrukci fasády a byl také nalezen původní románský žulový portál. Další opravy pak proběhly až v roce 1997.